# Duell der Helikopter
Duell der Helikopter (Originaltitel: Birds of Prey) ist ein 1973 für den Sender CBS produzierter Actionfilm von William A. Graham. David Janssen und Ralph Meeker spielen die Hauptrollen.

## Handlung
Der ehemalige Kampfpilot Harry Walker ist immer noch ein begeisterter Flieger. Er arbeitet als Staureporter für einen lokalen Radiosender in Salt Lake City. Bei einem seiner Hubschrauberflüge wird er Zeuge eines brutalen Raubüberfalls auf einen Geldtransporter, bei dem es mehrere Tote gibt. Die Täter flüchten mit einer Limousine und nehmen zudem die junge Bankangestellte Teresa Jane als Geisel. Harry nimmt Kontakt mit der Polizei auf und verfolgt die Flüchtigen. Harrys Freund McAndrew ist Sheriff von Salt Lake City und erhält so wertvolle Informationen über die Räuber. 
Die Gangster flüchten in ein Parkhaus und wechseln mit ihrer Geisel in einen Hubschrauber. Harry bleibt an dem Hubschrauber dran, der aus der Stadt herausfliegt. An einer vorbereiteten Stelle landet der Hubschrauber der Gangster, um nachzutanken. Dabei gelingt es Teresa Jane mit der Beute zu fliehen. Harry kann sie aufnehmen und erfährt von ihr, dass das Ziel der Gangster ein verlassener Flugplatz sein soll. Die Nacht verbringen beide am Boden, auch die Gangster sehen von einer Verfolgung Teresa Janes im Dunkeln ab. 
Am nächsten Morgen informiert Harry McAndrew über die Pläne der Gangster. McAndrew macht sich mit seinem privaten Kleinflugzeug auf den Weg zu dem verlassenen Hubschrauber. Die Gangster finden Harry, der einige Manöver unternimmt, um so Teresa Jane zur Flucht zu verhelfen. 
Auf dem Flugplatz wartet ein Pilot mit einer Cessna auf die Gangster. Beide Hubschrauber erreichen den Flugplatz, auch McAndrew kommt dort an. Harry lockt den Hubschrauber der Gangster in einen Hangar und kann sie dort in Schach halten. Dabei gelingt es ihm, die Tasche mit der Beute rauszuwerfen, so dass McAndrew sie an sich nehmen kann. Die Gangster bekommen die Aktion jedoch mit und beschießen nun McAndrew, der zu Fuß flüchtet. Die Gangster kommen aus dem Hangar heraus und nehmen McAndrew unter Feuer, der ins Bein getroffen wird. Bevor der Polizist jedoch erschossen werden kann, rammt Harry den Hubschrauber der Gangster mit seiner Maschine und opfert sich für seinen Freund, denn beide Maschinen explodieren. Der fassungslose McAndrew sammelt sich und macht sich an die Verfolgung des Piloten, der mit seiner Cessna fliehen will.

## Kritiken
Das Lexikon des internationalen Films bezeichnet das Werk als „spannende[n] TV-Actionfilm in imposanter Landschaft“.

## Hintergrund
Die Erstausstrahlung des Films fand am 30. Januar 1973 auf CBS statt. In Deutschland wurde er erstmals am 12. Oktober 1979 im ZDF gezeigt. Ausgestrahlt wurde er unter dem Titel Raubvögel. Ab 1986 erschien er dann in Deutschland unter dem Titel Duell der Helikopter auf Video.
Gedreht wurde in und um Salt Lake City. Schauplatz des Showdowns ist die aufgegebene Trainingsbasis der US Air Force, die Wendover Army Air Base.